# Pierre Besnard (ingénieur)
 (avril 2023).
Pour les articles homonymes, voir Pierre Besnard et Besnard.
Pierre Besnard (né Pierre-Joachim Besnard le 23 août 1741 à Rennes et décédé le 27 février 1808 à Paris) est un ingénieur des ponts et chaussées. 
Fils de Jean Guillaume Besnard et de Jeanne Lansard, Pierre Besnard est issu d'une famille honnête peu fortunée, il étudie au collège Saint-Thomas de Rennes alors tenu par les Jésuites puis intègre en 1759 l'école des Ponts et Chaussées de la ville. En 1761, à vingt ans, il est nommé sous-ingénieur des ponts et chaussées après avoir été chargé d'un intérim à Vannes. En 1766, lors de la soutenance d'une thèse de philosophie au collège Saint-Thomas à laquelle il assiste en tant qu'ancien élève, son attitude lui vaut d'être révoqué de son emploi. A cause du conflits entre son protecteur, le duc d’Aiguillon et les États de la province, il est privé de ses fonctions de sous-ingénieur et rentre dans l’administration par concours.

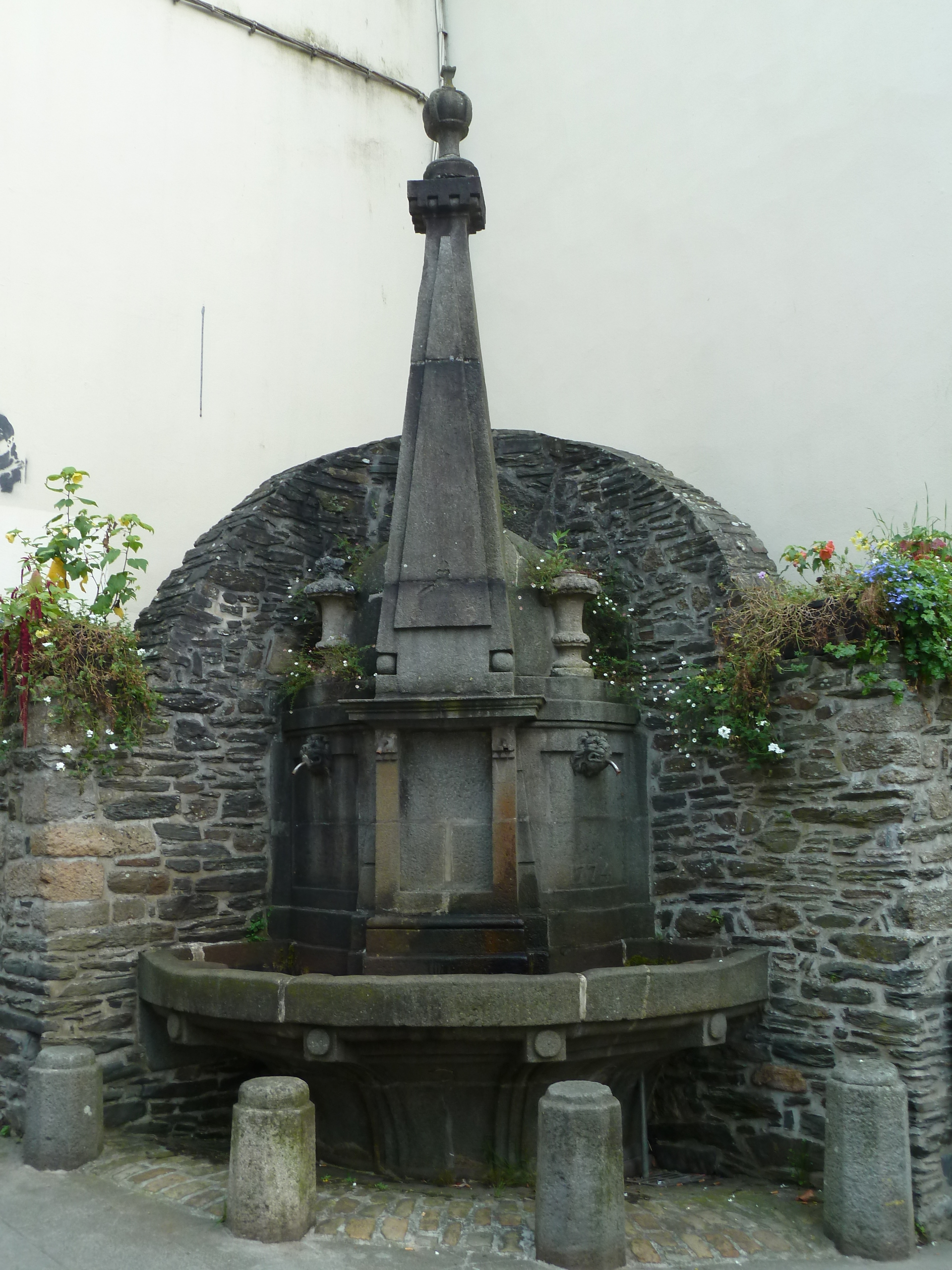
La fontaine des Quatre-Pompes à Landerneau.

Pierre Besnard est finalement nommé ingénieur ordinaire des ponts et chaussées à Landerneau en 1770, il y construit une nouvelle fontaine à la place des Quatre-Pompes.
Il devient membre correspondant de l’Académie royale de Marine le 20 août 1784.
En poste à Morlaix à partir de 1785, il supervise de nombreux chantiers, en particulier des constructions d'églises. Il dresse aussi des plans des ports de la région : Morlaix, Saint-Pol-de-Léon et Brest.
En 1787, il devient ingénieur en chef de la province de Bretagne par concours en 1787 et réside à Rennes. En 1791, il est promu inspecteur général des Ponts et chaussées. 
Il est un des membres fondateurs de l’Académie celtique en 1804. 
En 1804, il remanie également le projet de Napoléonville.
Il participa aux projets de détournement du Couesnon, aux projets de canalisation entre la Vilaine et la Mayenne, au projet du canal de Nantes à Brest ainsi qu'à l'amélioration des voies de communications entre Fougères et Rennes.

## Œuvres
- Château de Cheffontaines à Clohars-Fouesnant (1770-1788)
- Château de Monbouan à Moulins (1771)
- Halle à Saint-Pol-de-Léon (1773)
- Reconstruction de l’église Saint-Martin de Morlaix (1773-1788)
- Fontaine des Quatre Pompes de Landerneau (1774)
- Église paroissiale Notre-Dame de Clohars-Carnoët (1774-1777)
- Redressement de la façade et de la tour de l’église Saint-Louis de Brest (1774-1785)
- Pont sur la Penzé entre Morlaix et Saint-Pol-de-Léon (1779)
- Église Saint-Sané de Plouzané (1781)
- Prisons de Lesneven

## Sources
Les Noms qui ont fait l'histoire de Bretagne, Coop Breizh et Institut culturel de Bretagne, 1997, notice d'Emmanuel Salmon-Legagneur